# Pimelodus
Pimelodus és un gènere de peixos de la família dels pimelòdids i de l'ordre dels siluriformes.

## Taxonomia
- Pimelodus absconditus (Azpelicueta, 1995)[2]
- Pimelodus albicans (Valenciennes, 1840)
- Pimelodus albofasciatus (Mees, 1974)
- Pimelodus altissimus (Eigenmann & Pearson, 1942)
- Pimelodus argenteus (Perugia, 1891)
- Pimelodus ascita (Bleeker, 1862)
- Pimelodus atrobrunneus (Vidal & Lucena, 1999)[3]
- Pimelodus bahianus (Castelnau, 1855)
- Pimelodus blochii (Valenciennes, 1840)[4]
- Pimelodus brevis (Marini, Nichols & La Monte, 1933)
- Pimelodus britskii (Garavello & Shibatta, 2007)[5]
- Pimelodus clarias (Bloch, 1782)[6]
- Pimelodus coprophagus (Schultz, 1944)[7]
- Pimelodus fur (Lütken, 1874)
- Pimelodus garciabarrigai (Dahl, 1961)
- Pimelodus grosskopfii (Steindachner, 1879)
- Pimelodus halisodous (Ribeiro, Lucena & Lucinda, 2008)[8]
- Pimelodus heraldoi (Azpelicueta, 2001)[9]
- Pimelodus jivaro (Eigenmann & Pearson, 1942)
- Pimelodus joannis (Ribeiro, Lucena & Lucinda, 2008)[8]
- Pimelodus macrospila (Günther, 1880)
- Pimelodus maculatus (Lacépède, 1803)[10]
- Pimelodus microstoma (Steindachner, 1877)[11][12]
- Pimelodus mysteriosus (Azpelicueta, 1998)
- Pimelodus navarroi (Schultz, 1944)[7]
- Pimelodus ornatus (Kner, 1858)[13]
- Pimelodus ortmanni (Haseman, 1911)[14]
- Pimelodus pantaneiro (Souza-Filho & Shibatta, 2008)[15]
- Pimelodus pantherinus (Lütken, 1874)
- Pimelodus paranaensis (Britski & Langeani, 1988)[16]
- Pimelodus peronii (Valenciennes a Cuvier & Valenciennes, 1840)
- Pimelodus pictus (Steindachner, 1876)[17]
- Pimelodus pintado (Azpelicueta, Lundberg & Loureiro, 2008)[18]
- Pimelodus platicirris (Borodin, 1927)[19]
- Pimelodus pohli (Ribeiro & de Lucena, 2006)[20]
- Pimelodus punctatus (Meek & Hildebrand, 1913)[21]
- Pimelodus stewarti (Ribeiro, Lucena & Lucinda, 2008)[8]
- Pimelodus tetramerus (Ribeiro & Lucena, 2006)[22][23][24][25][26][27][28][29]